# ONCE AGAIN (RHYMESTERの曲)
「ONCE AGAIN」(ワンス・アゲイン)は、2009年10月14日に発売した、RHYMESTERのメジャー10枚目のシングル。

## 概要
活動休止後初のシングルであり、前作からおよそ3年7ヶ月ぶりとなったシングル。オリコンチャートでは15位に初登場し、シングルとしては自己最高位となった。
初回生産限定盤はCD+DVD、スペシャルロゴステッカー封入。

## 収録曲
1. ONCE AGAIN [4:16]
Produced by BACHLOGIC
(作詞：宇多丸, Mummy-D / 作曲：BACHLOGIC)
  - テレビ東京系「JAPAN COUNTDOWN」エンディングテーマ。
2. 付和Ride On [3:59]
Produced by DJ JIN
(作詞：宇多丸, Mummy-D / 作曲：DJ JIN)
3. B-Boy+Girlイズム feat. COMA-CHI (Live in SUMMER SONIC 09) [6:18]
(作詞：Mummy-D, 宇多丸, COMA-CHI / 作曲：Mr.Drunk, DJ JIN)
  - 2009年に開催された「SUMMER SONIC 09」の音源を収録。COMA-CHIが参加。

## ONCE AGAIN EP
- 「ONCE AGAIN」のアナログ盤。2010年2月12日発売。

SIDE-A
1. ONCE AGAIN
2. ONCE AGAIN REMIX feat. DABO, TWIGY, Zeebra
(作詞：宇多丸, Mummy-D, DABO, TWIGY, Zeebra / 作曲：BACHLOGIC)
  - 4thアルバム『マニフェスト』の初回盤ボーナストラックに収録。
3. ONCE AGAIN (Instrumental)

SIDE-B
1. 付和RIDE ON
2. B-BOY+GIRLイズム feat. COMA-CHI (Live in SUMMER SONIC 09)